# Keane Live
Keane Live — четвёртый DVD британской рок-группы Keane, выпущен 19 ноября 2007 года. Записан во время концерта в O2 в Лондоне.

## Содержание

### Концерт
1. «The Iron Sea» (Чаплин на фортепиано)
2. «Everybody’s Changing»
3. «Put It Behind You»
4. «Nothing in My Way»
5. «We Might As Well Be Strangers»
6. «Bend and Break»
7. «Can’t Stop Now»
8. «Try Again» (Чаплин на фортепиано)
9. «Your Eyes Open» (Акустическая версия, Чаплин на гитаре)
10. «The Frog Prince» (Полуакустическая версия, Чаплин на гитаре)
11. «Hamburg Song» (Чаплин на органе)
12. «Fly To Me» (прелюдия)
13. «Leaving So Soon?»
14. «This Is the Last Time»
15. «A Bad Dream» (Чаплин на фортепиано)
16. «Somewhere Only We Know»
17. «Is It Any Wonder?»
18. «Broken Toy» (Акустическая версия, Чаплин на гитаре)
19. «Atlantic»
20. «Crystal Ball»
21. «Bedshaped» (Расширенная версия)

### Короткий фильм
Приготовление к шоу

### «Проверка звука»
- «Is It Any Wonder?»

### Визуальные эффекты
- «A Bad Dream»
- «Is It Any Wonder?»
- «Atlantic»

### Участники записи
- Том Чаплин — вокал, акустическая гитара, электро-фортепиано CP60
- Тим Райс-Оксли — фортепиано, клавишные, программирование, бэк-вокал, электро-рояль Yamaha CP70
- Ричард Хьюз — ударные, бэк-вокал